# Chapman University
A Universidade Chapman (em inglês:  Chapman University) é uma universidade privada sem fins lucrativos em Orange, California, nos Estados Unidos, sendo afiliada aos Discípulos de Cristo.